# ISM (album)
ISM är ett musikalbum av Savant från 9 september 2012. Albumet innehåller 13 låtar.

## Låtlista
1. Prelude 6:26
2. The Beat 4:05
3. Nightmare Adventures 3:30
4. Ghetto Blastah 3:46
5. Syko 5:06
6. Starfish 5:02
7. Zeitgeist 4:24
8. 8-Bit Lightsaber 4:27
9. Mystery 5:09
10. Outfox 5:35
11. No Shit Sherlock 3:43
12. Cry For Love 5:11
13. Ism 5:26